# 빅토리아 스타디움 (노스위치)
빅토리아 스타디움(영어: Victoria Stadium)은 잉글랜드 체셔주의 노스위치 윈첨에 있는 축구 경기장으로 노스위치 빅토리아의 홈구장이었다.